# Dan Osman
Daniel Eugene Osman, mais conhecido como Dan Osman ou simplesmente Dano (11 de fevereiro de 1963 — Parque Nacional de Yosemite, 23 de novembro de 1998), foi um praticante de desportos radicais norte-americano, famoso por praticar perigosas modalidades de montanhismo como o "free solo" (montanhismo sem cordas ou outro equipamento de segurança) e o "rope jumping" (salto de desfiladeiros ou falésias, caindo várias dezenas de metros até ser parado por uma corda de segurança), no qual possuía um recorde de mais de 300 m. Era conhecido por ter um estilo de vida boémio, trabalhando como carpinteiro em part-time e vivendo no Lago Tahoe, na Califórnia. Osman foi a estrela de diversos vídeos de montanhismo, que trouxeram o "free solo" a um público mais amplo. Deixou uma filha, Emma Osman.

## Morte
Dan Osman morreu em 23 de novembro de 1998, aos 35 anos de idade, após a sua corda de segurança ter falhado enquanto executava um "rope jump" de uma famosa formação rochosa no Parque Nacional de Yosemite. Osman regressara a Yosemite para desmantelar a torre usada para os saltos, mas aparentemente decidiu fazer vários saltos ao longo de alguns dias antes do o fazer. O acidente foi investigado pelo Serviço Nacional de Parques com a assistência de Chris Harmston, gestor da garantia da qualidade da Black Diamond Equipment. Harmston concluiu que uma mudança no ângulo do local do salto provavelmente levou ao cruzamento e enredamento das cordas, conduzindo ao corte da corda por derretimento. Miles Daisher, que estava com Osman quando este saltou, afirmou que as cordas usadas tinham sido expostas a condições atmosféricas inclementes - incluindo chuva e neve - durante mais de um mês antes do salto fatal, mas que as mesmas haviam sido usadas em vários saltos mais curtos nesse dia e no dia anterior.